# 消失的愛人 (2016年電影)
《消失的愛人》（英語：The Secret），是一部於2016年上映的懸疑爱情電影。由黎明、王珞丹、林俊傑、張榕容、石修領銜主演，電影主題曲由黎明主唱。中國大陆於2016年1月15日上映、香港及澳門於2016年2月25日上映。

## 劇情簡介
在一次雪崩意外中，凱峰（黎明 飾）痛失愛妻秋捷（王珞丹 飾），為了尋回消失的愛人，他嘗試了各種招魂方法，令人意外的是，秋捷的靈魂真的回來了。凱峰找到靈媒，希望可以留住妻子，靈媒告訴凱峰一個秘密：只有愛她的人才會看見她，不愛她的人看不見，而且不能讓她知道自己是靈魂，否則她就會很快消失。深知這段相聚如曇花一現，始終會有完結的一日，凱峰唯有與兒子努力守住這個秘密。一次偶然，凱峰的表弟Jimmy（林俊傑 飾）看見了秋捷的靈魂，而在此時，雪山事件也開始被媒體報道，眼看秋捷是靈魂的事實將被察覺，更加意想不到的事情也在步步逼近。

## 演員陣容
| 演員姓名 | 角色名稱           | 介紹                   |
| 黎明     | 凯峰               | 音樂制作人             |
| 王珞丹   | 秋捷               | 凯峰的妻子             |
| 晏柔中   | 少年秋捷           | 凯峰的妻子             |
| 林俊傑   | Jimmy              | 音乐制作人，凯峰的表弟 |
| 張榕容   | 燕子               | Jimmy的妻子            |
| 何承蔚   | 沐沐               | 凯峰、秋捷的儿子       |
| 石修     | 凯峰父亲           |                        |
| 王琄     | 凯峰母亲           |                        |
| 丁也恬   | 靈媒七婆           |                        |
| 楊孟霖   | 少年凱峰，少年沐沐 |                        |

## 電影歌曲
| 曲別   | 歌名           | 演唱者 | 作詞 | 作曲   | 備註 |
| 主題曲 | 情願錯過白天   | 黎明   | 咏令 | 雷頌德 |      |
| 主題曲 | 只要有你的地方 | 林俊傑 | 林夕 | 林俊傑 |      |

## 工作人員
- 監製：黃真真
- 製作人：李耀華，莊敏華，莊嚴，林朝陽
- 導演：黃真真
- 編劇：黃真真、侯穎桁、鄭善瑜、杜光庭
- 出品公司：恆業影業，真恆業，完美星空，寰亞電影，天貓技術，千橡網景，風行在線
- 發行公司：福建恆業影業有限公司

### 註腳列表
1. ↑  . 兵馬俑在線. 2016-02-08  [2019-12-15]. （原始内容存档于2017-07-04） （中文）.
2. ↑  . 東方日報. 2015-12-18  [2020-04-30]. （原始内容存档于2020-04-30） （中文）.
3. ↑  . 東方日報. 2016-01-20  [2020-05-23]. （原始内容存档于2016-01-24） （中文）.
4. ↑  馮仁昭. . 蘋果日報. 2016-01-11  [2020-05-24]. （原始内容存档于2020-05-24） （中文）.
5. ↑  . 香港文匯報. 2015-09-18  [2020-05-01]. （原始内容存档于2015-09-23） （中文）.
6. ↑  . 香港影評庫. 2016-02-25  [2019-12-15]. （原始内容存档于2016-12-15） （中文）.